# Vyšné Remety
Vyšné Remety (in ungherese: Jeszenőremete) è un comune della Slovacchia facente parte del Distretto di Sobrance, nella regione di Košice.